# West Side Story (film, 2021)
Pour les articles homonymes, voir West Side Story (homonymie).
Pour plus de détails, voir Fiche technique et Distribution.
West Side Story est un film musical américain réalisé par Steven Spielberg et sorti en 2021.
Il s'agit de la seconde adaptation cinématographique de la comédie musicale West Side Story, créée à Broadway en 1957 sur une musique de Leonard Bernstein, des paroles chantées de Stephen Sondheim, un livret d'Arthur Laurents (inspiré de la tragédie de William Shakespeare Roméo et Juliette) et une chorégraphie de Jerome Robbins. La pièce de théâtre avait déjà été adaptée au cinéma en 1961 par Jerome Robbins et Robert Wise. Plus proche de la pièce de théâtre dans la succession des numéros musicaux, cette seconde adaptation s'en éloigne toutefois à bien des égards, notamment en raison du scénario de Tony Kushner, celui-ci ayant presque intégralement réécrit le texte de Laurents, dont le scénariste Ernest Lehman avait conservé la majeure partie dans l'adaptation de 1961.
Lors de la 94e cérémonie des Oscars, cette seconde adaptation obtient sept nominations (dont meilleur film et meilleure réalisation), et remporte l'Oscar de la meilleure actrice dans un second rôle pour Ariana DeBose, interprète d'Anita, rôle pour lequel Rita Moreno avait déjà obtenu la même récompense soixante ans plus tôt. Le film remporte également le Golden Globe du meilleur film musical ou de comédie.
West Side Story subit un échec au box office mondial, avec 75 millions de dollars récoltés pour un budget de 100 millions.

## Synopsis
En 1957, les Jets, une bande de jeunes blancs, se battent contre la bande portoricaine des Sharks pour la domination de San Juan Hill dans l'Upper West Side de Manhattan, une bataille considérée inutile par les forces de l'ordre car le quartier est en plein gentrification pour faire place au Lincoln Center. Riff, le leader des Jets, propose une revanche et demande de l'aide à son ami Tony, qui est en libération conditionnelle. Tony refuse, souhaitant commencer une nouvelle vie avec l'aide de Valentina, la propriétaire portoricaine d'une droguerie. Pendant ce temps, María, la sœur de Bernardo, le leader des Sharks, est fiancée à son ami Chino mais est à la recherche d'indépendance. Lors d'un bal de quartier, Tony et María se rencontrent et tombent amoureux, énervant Bernardo qui accepte la revanche à condition que Tony soit présent. Tony déclare son amour à María dans son escalier de secours et ils se promettent de se revoir le lendemain.
Bernardo et Anita, sa petite amie, ont des visions différentes de la vie à New York par rapport à Porto Rico : Anita croit au rêve américain malgré le pessimisme de Bernardo. La police interroge les Jets à propos de la bataille mais ils nient connaître toute information. Tony emmène María aux Cloisters et lui révèle qu'il a passé un an en prison pour avoir battu un rival presque jusqu'à la mort. María fait promettre à Tony de dissoudre la bagarre et s'avouent leur amour. Tony essaie d'empêcher Riff en lui volant son pistolet mais les Jets parviennent à le récupérer. Malgré les efforts de Tony et de la police, la revanche s'enclenche et Bernardo poignarde mortellement Riff. Tony, enragé, poignarde à son tour Bernardo et le tue. Les deux bandes fuient en entendant la police arriver et Chino prend le pistolet de Riff.
Alors que María parle de son aventure avec Tony sur son lieu de travail, Chino arrive et révèle que Tony a tué Bernardo. Maria est choquée, mais quand elle voit Tony, elle refuse qu'il se rende pour ne pas le perdre et ils mettent au point un plan pour s'enfuir ensemble. Valentina apprend la mort de Bernardo et se rappelle sa relation interraciale avec son mari Doc. Pendant ce temps, Chino prévoit de tuer Tony malgré les avertissements des Sharks. Après avoir identifié le cadavre de Bernardo, Anita revient de la morgue et découvre la liaison entre Tony et María. Les deux femmes se disputent, mais Anita finit par accepter l'amour de María. Alors que la police interroge María, elle envoie Anita prévenir Tony du plan de Chino. Cependant, Anita provoque l'animosité des Jets, qui lui hurlent des injures raciales et tentent de la violer avant que Valentina n'intervienne. Traumatisée, Anita annonce que Chino a tué Maria, et jure de retourner à Porto Rico, ayant perdu tout espoir du rêve américain. Valentina renvoie les Jets honteux de chez elle.
Quand Valentina apprend à Tony la nouvelle d'Anita, il court dans la rue et supplie Chino de le tuer. María arrive, à son soulagement, mais Chino apparaît et tire sur Tony, qui meurt dans les bras de María. Dévastée, María prend le pistolet et le pointe sur les deux bandes, les réprimandant des morts que leur conflit a causées. Alors que la police arrive pour arrêter Chino, les bandes s'unissent pour apporter le corps de Tony dans la droguerie, suivies par María, mettant fin à la querelle.

## Fiche technique
- Titre original : West Side Story
- Réalisation : Steven Spielberg
- Scénario : Tony Kushner, d'après la comédie musicale West Side Story de Leonard Bernstein, Stephen Sondheim (lyrics) et Arthur Laurents (livret) ainsi que partiellement du script de la première adaptation cinématographique par Ernest Lehman
- Direction artistique : Deborah Jensen
- Décors : Adam Stockhausen
- Costumes : Paul Tazewell
- Photographie : Janusz Kamiński
- Montage : Michael Kahn
- Musique : Leonard Bernstein et David Newman
- Chorégraphie : Justin Peck influencé par les chorégraphies originales de Jerome Robbins
- Production : Kristie Macosko Krieger, Kevin McCollum et Steven Spielberg ; Rita Moreno (productrice déléguée)
- Sociétés de production : 20th Century Studios et Amblin Entertainment
- Société de distribution : Walt Disney Studios Distribution
- Budget : 100 000 000 $[4]
- Pays de production :  États-Unis
- Langues originales : anglais, espagnol
- Format : couleur — 35 mm[5]
- Genre : musical, romance
- Durée : 156 minutes
- Dates de sortie[6] :
  - États-Unis : 29 novembre 2021 (avant-première au Lincoln Center)[7]
  - France, Belgique : 8 décembre 2021
  - États-Unis : 10 décembre 2021

## Distribution
- Ansel Elgort (VF : Gauthier Battoue ; VQ : Xavier Dolan) : Tony
- Rachel Zegler (VF : Aurélie Konaté ; VQ : Geneviève Bédard) : María
- Ariana DeBose (VF : Corinne Wellong ; VQ : Sofia Blondin) : Anita
- Rita Moreno (VF : Cathy Cerda ; VQ : Élise Bertrand) : Valentina
- David Alvarez (VF : Thibaut Lacour ; VQ : Alexis Lefebvre) : Bernardo
- Josh Andrés Rivera (VF : Oscar Douieb ; VQ : Joakim Lamoureux) : Chino
- Corey Stoll (VF : Pierre Tessier ; VQ : Lucien Bergeron) : le lieutenant Schrank
- Brian d'Arcy James (VF : Lionel Tua ; VQ : Louis-Philippe Dandenault) : le sergent Krupke
- Mike Faist (VF : Benoît Cauden ; VQ : Nicolas Poulin) : Riff
- Curtiss Cook : Abe
- Ben Cook : Mouthpiece
- Ana Isabelle : Rosalia
- Maddie Ziegler : Velma
- Harvey Evans (non crédité) : un agent de sécurité du magasin Gimbels

Version française :
- Studio de doublage : Dubbing Brothers
- Direction artistique / Adaptation : Jean-Marc Pannetier

## Production

### Genèse, développement et choix des interprètes
Steven Spielberg exprime pour la première fois son souhait de réadapter West Side Story en mars 2014. Il demande à la 20th Century Fox d'en acquérir les droits. Tony Kushner, qui a déjà collaboré avec le réalisateur pour Munich (2005) et Lincoln (2012), révèle en juillet 2017 qu'il va écrire le scénario du film, en précisant qu'il va conserver les scènes musicales et que l'intrigue sera plus proche de la comédie musicale originale plutôt que du film de 1961,.
En janvier 2018, il est annoncé que Steven Spielberg réalisera le film après le cinquième film de la franchise Indiana Jones. Cependant ce projet est repoussé. Le réalisateur débute alors la préproduction de West Side Story.
Justin Peck est engagé comme chorégraphe en septembre 2018, alors qu'Ansel Elgort est choisi pour le premier rôle masculin, Tony,. En novembre 2018, Eiza González est annoncée pour le rôle d'Anita. Rita Moreno, qui jouait Anita dans le film de 1961, rejoint la distribution dans le rôle de Valentina, une nouvelle version du personnage de Doc. En janvier 2019, l'inconnue Rachel Zegler est officialisée dans le rôle de María, alors qu'Ariana DeBose, David Alvarez et Josh Andrés Rivera sont confirmés dans les rôles respectifs d'Anita, Bernardo et Chino. En mars 2019, Corey Stoll et Brian d'Arcy James rejoignent la distribution.
Steven Spielberg a voulu que les acteurs incarnant des Sharks soient des Latino-américains contrairement au film de 1961 et à la comédie musicale : « Sur scène, les comédiens n’étaient généralement pas hispaniques, et dans le film de 1961, (...) beaucoup de ceux qui incarnaient les Portoricains sont blancs. Je voulais faire un casting authentique, m’assurer que les acteurs jouant les garçons et les filles des Sharks seraient à 100 % Latinos. »

### Tournage
Le tournage débute à New York et au nord de New Jersey, le 17 juin 2019, et s'achève le 27 septembre, précise Steven Spielberg dans une lettre annonçant la fin du tournage.
Après que Sean Bean critique la présence des coordinateurs d’intimité sur un tournage : « Ils gâchent la spontanéité »   Rachel Zegler déclare : « Les coordinateurs d'intimité mettent en place un environnement sûr pour les acteurs. J’étais extrêmement reconnaissante d’en avoir un sur West Side Story – il a fait preuve d’élégance envers moi, qui était une novice, et a éduqué ceux qui m'entouraient et qui avaient des années d’expérience. La spontanéité lors des scènes intimes peut être dangereuse. Réveillez-vous » .

### Musique
David Newman est engagé pour réaliser la musique, notamment pour arranger celle de la comédie musicale originale, composée par Leonard Bernstein. L'enregistrement est dirigé par Gustavo Dudamel et interprété par l'Orchestre philharmonique de New York puis par l'Orchestre philharmonique de Los Angeles l'année suivante après la pandémie de Covid-19. Jeanine Tesori est accompagnatrice vocale,.
Toutes les chansons sont écrites et composées par Leonard Bernstein et Stephen Sondheim, sauf exceptions notées.
| Liste des titres | Liste des titres                                   | Liste des titres                              | Liste des titres | Liste des titres | Liste des titres | Liste des titres | Liste des titres | Liste des titres | Liste des titres |
| No               | Titre                                              | Auteur                                        | Interprètes | Durée            |                  |                  |                  |                  |                  |
| ---------------- | -------------------------------------------------- | --------------------------------------------- | --- | ---------------- | ---------------- | ---------------- | ---------------- | ---------------- | ---------------- |
| 1.               | Prologue                                           | Leonard Bernstein                             | Orchestra | 5:54             |                  |                  |                  |                  |                  |
| 2.               | La Borinqueña (Sharks Version)                     | - Fèlix Astol i Artés - Lola Rodríguez de Tió | - David Alvarez - Sharks | 1:06             |                  |                  |                  |                  |                  |
| 3.               | Jet Song                                           | - Bernstein - Stephen Sondheim                | - Mike Faist - Kyle Coffman - Kevin Csolak - John Michael Fiumara - Patrick Higgins - Jets                                  | 2:11             |                  |                  |                  |                  |                  |
| 4.               | Something's Coming                                 | - Bernstein - Sondheim                        | Ansel Elgort | 2:30             |                  |                  |                  |                  |                  |
| 5.               | The Dance at the Gym: Blues, Promenade             | Bernstein                                     | Orchestra | 2:11             |                  |                  |                  |                  |                  |
| 6.               | The Dance at the Gym: Mambo                        | Bernstein                                     | Orchestra | 3:19             |                  |                  |                  |                  |                  |
| 7.               | The Dance at the Gym: Cha-Cha, Meeting Scene, Jump | Bernstein                                     | Orchestra | 3:28             |                  |                  |                  |                  |                  |
| 8.               | Maria                                              | - Bernstein - Sondheim                        | Elgort | 3:05             |                  |                  |                  |                  |                  |
| 9.               | Balcony Scene (Tonight)                            | - Bernstein - Sondheim                        | - Rachel Zegler - Elgort | 5:24             |                  |                  |                  |                  |                  |
| 10.              | Transition to Scherzo / Scherzo                    | Bernstein                                     | Orchestra | 2:14             |                  |                  |                  |                  |                  |
| 11.              | America                                            | - Bernstein - Sondheim                        | - Ariana DeBose - Alvarez - Ana Isabelle - Sharks - Shark Girls                                                             | 4:57             |                  |                  |                  |                  |                  |
| 12.              | Gee, Officer Krupke                                | - Bernstein - Sondheim                        | - Csolak - Fiumara - Jess LeProtto - Ben Cook - Myles Erlick - Higgins - Kyle Allen                                         | 4:20             |                  |                  |                  |                  |                  |
| 13.              | One Hand, One Heart                                | - Bernstein - Sondheim                        | - Elgort - Zegler | 3:45             |                  |                  |                  |                  |                  |
| 14.              | Cool                                               | - Bernstein - Sondheim                        | - Elgort - Faist | 4:03             |                  |                  |                  |                  |                  |
| 15.              | Tonight Quintet                                    | - Bernstein - Sondheim                        | - Faist - Alvarez - DeBose - Elgort - Zegler - Jets - Sharks                                                                | 3:28             |                  |                  |                  |                  |                  |
| 16.              | The Rumble                                         | Bernstein                                     | Orchestra | 3:10             |                  |                  |                  |                  |                  |
| 17.              | I Feel Pretty                                      | - Bernstein - Sondheim                        | - Zegler - Ilda Mason - Isabelle - Andréa Burns - Tanairi Sade Vazquez - Yassmin Alers - Jamila Velazquez - Annelise Cepero | 2:58             |                  |                  |                  |                  |                  |
| 18.              | Somewhere                                          | - Bernstein - Sondheim                        | Rita Moreno | 3:10             |                  |                  |                  |                  |                  |
| 19.              | A Boy Like That / I Have a Love                    | - Bernstein - Sondheim                        | - DeBose - Zegler | 5:25             |                  |                  |                  |                  |                  |
| 20.              | Finale                                             | Bernstein                                     | Orchestra | 3:36             |                  |                  |                  |                  |                  |
| 21.              | End Credits                                        | Bernstein                                     | Orchestra | 9:03             |                  |                  |                  |                  |                  |
| 79:00            |                                                    |                                               | |                  |                  |                  |                  |                  |                  |

## Accueil

### Sortie
La sortie de West Side Story est initialement prévue pour le 18 décembre 2020 aux États-Unis. Cependant, en septembre 2020, en raison de la pandémie de Covid-19, la date est repoussée au 10 décembre 2021 par Walt Disney Studios Motion Pictures.

### Critique
En France, le site Allociné recense 31 critiques de presse pour une note moyenne de 4/5.

### Box-office
| Pays ou région    | Box-office      | Date d'arrêt du box-office | Nombre de semaines |
| ----------------- | --------------- | -------------------------- | ------------------ |
| États-Unis Canada | 38 530 322 $    | 31 mars 2022               | 16                 |
| France            | 647 063 entrées | 8 février 2022             | 9                  |
| Total mondial     | 76 016 171 $    | -                          | -                  |

## Distinctions principales
Source et distinctions complètes : Internet Movie Database

### Récompenses
- National Board of Review Awards 2021 : 
  - Top Ten Films
  - meilleure actrice pour Rachel Zegler
- African-American Film Critics Association Awards 2021 : Top Ten Films
- Golden Globes 2022 :
  - Meilleur film musical ou de comédie
  - Meilleure actrice dans un film musical ou comédie - Rachel Zegler
  - Meilleure actrice dans un second rôle - Ariana DeBose
- SAG Awards 2022 :
  - Meilleure actrice dans un second rôle - Ariana DeBose
- BAFA 2022 :
  - Meilleure actrice dans un second rôle - Ariana DeBose
  - Meilleur casting - Cindy Tolan
- Critics Choice Awards 2022 :
  - Meilleure actrice dans un second rôle - Ariana DeBose
  - Meilleur Montage
- Oscars 2022 : Meilleure actrice dans un second rôle - Ariana DeBose

### Nominations
- Golden Globes 2022 :
  - Meilleure réalisation - Steven Spielberg
- Hollywood Critics Association Film Awards 2022 :
  - Meilleure réalisation - Steven Spielberg
  - Meilleure photographie - Janusz Kamiński
  - Meilleur film musical ou de comédie

- BAFA 2022 :
  - Meilleur acteur dans un second rôle - Mike Faist
  - Meilleurs décors
  - Meilleur son
  - Meilleure étoile montante du cinéma - Ariana DeBose

- Oscars 2022 :
  - Meilleur film
  - Meilleure réalisation - Steven Spielberg
  - Meilleure création de costumes - Paul Tazewell
  - Meilleure photographie
  - Meilleurs décors
  - Meilleur son
- Critics Choice Awards 2022 :
  - Meilleur film
  - Meilleur scénario adapté - Tony Kushner
  - Meilleure photographie - Janusz Kamiński
  - Meilleure distribution cinématographique
  - Meilleur espoir - Rachel Zegler
  - Meilleurs costumes - Paul Tazewell
  - Meilleure réalisation - Steven Spielberg
  - Meilleure direction artistique